# Cerapterocerus mirabilis
Cerapterocerus mirabilis är en stekelart som beskrevs av John Obadiah Westwood 1833. Cerapterocerus mirabilis ingår i släktet Cerapterocerus och familjen sköldlussteklar. Arten är reproducerande i Sverige. Inga underarter finns listade i Catalogue of Life.